# فالو ألينجو
فالو ألينجو (بالإستونية: Vallo Allingu)‏ مواليد 11 يناير 1978، هو لاعب كرة سلة إستوني بدأ مسيرته الاحترافية في سنة 1998 ويحمل الرقم 10. يبلغ طوله 6 قدم 9 بوصة (2.1 م).

## روابط خارجية
- فالو ألينجو على موقع الاتحاد الدولي لكرة السلة (الإنجليزية)
- فالو ألينجو على موقع كرة السلة الأوروبية.كوم (الإنجليزية)
- فالو ألينجو على موقع ريلجم (الإنجليزية)
- فالو ألينجو على موقع بروبوليرز (الإنجليزية)